# Hadrodactylus paludicola
Hadrodactylus paludicola är en stekelart som först beskrevs av August Holmgren 1856.  Hadrodactylus paludicola ingår i släktet Hadrodactylus och familjen brokparasitsteklar. Arten är reproducerande i Sverige. Inga underarter finns listade i Catalogue of Life.